# Општина Куртишоара (Олт)
Куртишоара (рум. Curtişoara) општина је у Румунији у округу Олт.
Oпштина се налази на надморској висини од 183 m.